# هلم کورنر (کالیفرنیا)
هلم کورنر (به انگلیسی: Helm Corner) یک منطقهٔ مسکونی در ایالات متحده آمریکا است که در شهرستان کینگز، کالیفرنیا واقع شده‌است. هلم کورنر ۵۹ متر بالاتر از سطح دریا واقع شده‌است.